# アナザー・ハッピー・デイ ふぞろいな家族たち
『アナザー・ハッピー・デイ ふぞろいな家族たち』（ - ふぞろいなかぞくたち、Another Happy Day）は2011年のアメリカ合衆国のドラマ映画。バリー・レヴィンソン監督の息子であるサム・レヴィンソンの初監督作品で、サンダンス映画祭で脚本賞を受賞している。
出演はエレン・バーキンとケイト・ボスワースなど。
日本では一般公開に先立ち、第24回東京国際映画祭で『アナザー・ハッピー・デイ』のタイトルで上映された。

## ストーリー
リンは元夫ポールが引き取った長男ディランの結婚式に出席するために次男エリオットと三男ベンを連れて実家に向かう。しかし、リンを取り巻く人々はそれぞれに問題を抱えており、そのためリンは情緒不安定な状態にある。ポールとの離婚の際にリンが引き取って育てた長女アリスは、離婚時のポールの恐ろしい姿がトラウマとなり、自傷行為を繰り返していた。再婚相手のリーとの間に生まれたエリオットはひねくれ者の薬物依存症でベンは自閉症気味である。また、長男ディランはポールの再婚相手であるパティが育てていたため、これまでなかなか会えなかったこともリンを苦しめる原因となっている。更に、実家の父親ジョーは認知症で健康を害しており、母親ドリスはその介護に疲れ、リンを気遣うどころか、何かと問題ばかりを起こすリンを疎ましく思っている。しかも、リンの姉妹はリンの不幸な状況を興味本位で楽しむだけという有り様である。そんな中、離婚時に酷い別れ方をしたポールと再会したリンは、ますます精神のバランスを崩して行き、そこにパティの存在が追い討ちをかける。リンを中心に、家族それぞれが抱える問題が浮き彫りになり、激しい感情のぶつかり合いが起きる中、ディランの結婚式が行われる。ところが、式の後のパーティが何とか無事に終わりかけたその時、正気をなくしてカートを操縦したジョーが事故を起こして亡くなってしまう。
エリオットが祖母にもらしていた「結婚式より葬式の方が家族がまとまる」との言葉が皮肉にも現実のものとなり、葬儀はしめやかに行なわれる。そして、家族はそれぞれ家に戻って行く。

## キャスト
- リン: エレン・バーキン - バツイチの主婦。情緒不安定。
- エリオット: エズラ・ミラー - リンの次男。薬物依存症。
- ベン: ダニエル・イェルスキー - リンの三男。自閉症気味。
- リー: ジェフリー・デマン - リンの現在の夫。エリオットとベンの父親。
- ジョー: ジョージ・ケネディ - リンの父親。認知症。
- ドリス: エレン・バースティン - リンの母親。夫ジョーの介護疲れで神経衰弱気味。
- ポール: トーマス・ヘイデン・チャーチ - リンの元夫。
- パティ: デミ・ムーア - ポールの現在の妻。派手。
- ディラン: マイケル・ナルデリ（英語版） - リンとポールの長男。ポールが引き取ってパティが育てた。
- アリス: ケイト・ボスワース - リンとポールの長女。リンが引き取って育てた。自傷癖あり。
- ボニー: シオバン・ファロン・ホーガン - リンの妹。
- ドナ: ダイアナ・スカーウィッド - リンの妹。

## 作品の評価
Rotten Tomatoesによれば、批評家の一致した見解は「『アナザー・ハッピー・デイ ふぞろいな家族たち』は、演技は素晴らしい（特にエレン・バーキン）ものの、登場人物たちがあまりに不快で耐えられない。」であり、35件の評論のうち高評価は46%にあたる16件で、平均して10点満点中5.20点を得ている。
Metacriticによれば、18件の評論のうち、高評価は6件、賛否混在は8件、低評価は4件で、平均して100点満点中46点を得ている。